# Лоссель, Адам
Адам Лоссель (фр. Adam Laussel; 30 июля 1845, Клермон-Л’Эро — 28 февраля 1893, Сен-Флорантен) — французский пианист, органист и композитор.
Учился в парижской Школе Нидермейера, где его преподавателем был Камиль Сен-Санс. В дальнейшем сохранил близость со своим учителем — в частности, в 1868 году первая публикация Второго фортепианного концерта Сен-Санса была осуществлена в переложении Лосселя для двух фортепиано, а Сен-Санс в том же году исполнил мазурку Лосселя в одном из своих концертов. Преподавал фортепиано в своей alma mater, где у него учился, в частности, Андре Мессаже. В 1877 г. был удостоен золотой медали на конкурсе Парижского общества композиторов за кантату «Магелона», навеянную одноимённым островом невдалеке от его родных мест, пятью годами позже повторил этот успех с Фантазией для фортепиано. В 1882—1892 гг. жил и работал в Ницце.
Автор полусотни небольших фортепианных, хоровых и вокальных сочинений, в том числе романсов на стихи Мюссе, Готье, Гюго; менее трети из них были опубликованы при жизни автора.
Габриэль Форе посвятил Лосселю романс на стихи Виктора Гюго «Грусть Олимпио» (1865).